# تیتی قهوه‌ای
تیتی قهوه‌ای (نام علمی: Callicebus brunneus) نام یک گونه از سرده تیتی است.